# Friedrichshafen FF 33
Friedrichshafen FF 33 var ett tyskt marinspaningsflygplan under första världskriget. 

## Historik
Flygplanet var ett försett dubbeldäckat spaningsflygplan som tillverkades i ett flertal varianter för Kaiserliche Marine. Vid tillverkningen av den första varianten satt spanaren i den främre sittbrunen med piloten i den bakre sittbrunnen. Detta medförde att spanarens sikt åt sidan försämrades på grund av vingarna. Redan vid införandet av modell FF 33B bytte pilot och spanare plats. I grundutförandet utrustades flygplanet med en fast kulspruta riktad framåt. Flygplanet var tillverkat på ett normalt sätt med en trästomme som kläddes med duk. Kylaren till den vattenkylda radmotorn byggdes in i övervingens framkant, medan bensintaken placerades i flygplanskroppen. Vingarna som hade en lätt pilform var uppbyggda med två huvudbalkar och spant i trä som dukkläddes.  
De mest kända FF 33 flygplanet var tyska marinens flygplan nr 841 Wölfchen som var baserat ombord på hjälpkryssaren Wolf. Med hjälp av detta flygplan kunde över 30 fientliga fartyg lokaliseras för att sänkas eller erövras med last. 
Flygplanstypen kom att användas av ett flertal flygvapen. Finländska flygvapnet köpte två FF 33E från Tyskland i februari 1918. 

## Sverige
Svenska Flygvapnet köpte två FF 33L och tre FF 33E under 1918. Ursprungligen var denna version utrustad med en fast monterad kulspruta samt en rörlig kulspruta monterad i spanarens utrymme bakom föraren. När flygplanen levererades till Sverige var dock all beväpning bortmonterad. Vid leveransen i oktober 1918 gavs flygplanen nummer 18 och 19 i Marinens Flygväsende. Nummer 18 havererade i Helsingborgs hamn 4 oktober 1919 medan vraket efter nummer 19 som havererade 21 augusti 1920 totalförstördes vid varvsbrand 5 augusti 1921. Efter att nummer 18 havererat undersöktes möjligheten att ersätta det förolyckade flygplanet med en svenskbyggd kopia från Flygkompaniets tygverkstäder eller Torpeddepartementet vid flottans varv i Stockholm (TDS). De svenska kopiorna som var något modifierade blev klara 1922 och baserades i Karlskrona. De fick samma nummer (18 och 19) som de förolyckade flygplanen. När Flygvapnet bildades 1 juli 1926 överfördes både nr 18 och 19 till flygvapnet som skolflygplan med beteckningen Sk 2. Flygplanen användes sparsamt vid F 2 Hägernäs och kasserades i november 1929.

### FF 33L vid Marinens Flygväsende
- Nr 18 levererad från Tyskland 1918, havererade 4 oktober 1919 vid Helsingborgs hamn och kasserades i oktober 1920.
- Nr 19 levererad från Tyskland 1918, havererade 6 augusti 1920. Vraket totalförstördes vid branden på Galärvarvet 5 augusti 1921 och kasserades i september 1921.
- Nr 18 tillverkad vid TDS levererad juni 1923. Överförd till Flygvapnet 1926 som Sk 2. Kasserad i oktober 1929.
- Nr 19, tillverkad vid TDS levererad juli 1923, överförd till Flygvapnet 1926 som Sk 2, kasserad i oktober 1929.

### Sk 2 i Flygvapnet
- Nr 218 typ TDS 20-22 tillverkat vid TDS, kasserades 22 oktober 1929.
- Nr 219 typ TDS 20-22 tillverkat vid TDS, kasserades 22 oktober 1929
- Nr 216 typ TDS 20-22 tillverkat vid TDS, havererade 27 september 1927 i Karlskrona, kasserat november 1927
- Nr 222 typ FF 33E tillverkat vid Friedrichshafen, havererade 8 juni 1927 i Karlskrona, kasserat juni 1927.

## Varianter
- FF 33, grundmodell med en Mercedes D.II radmotor. Sex flygplan tillverkades.
- FF 33B, framflyttad cockpit samt en rörlig kulspruta som opererades av spanaren, flygplanet drevs av en 160 hk Maybach radmotor. Fem flygplan tillverkades.
- FF 33E, blev en av huvudvarianterna. Den drevs av en Benz B.III radmotor och större flottörer. Beväpningen byttes ut mot en radio som opererades från spanarplatsen. Cirka 180 FF 33e tillverkades.
- FF 33F baserades på FF 33E. Flygplanet konstruerades med tanke på användning som ett kombinerat jakt- och spaningsflygplan. Flygplanets spännvidd och längd minskades och den rörliga kulsprutan vid spanarplatsen återinfördes. Fem flygplan tillverkades.
- FF 33H baserades på FF 33F modellen fick vissa aerodynamiska förbättringar samt en förstärkning med dubbla stödvajrar ifall spanaren skulle tvingas att skjuta framåt mellan vingarna. Cirka 50 FF 33F tillverkades.
- FF 33J baserades på FF 33E med aerodynamiska förbättringar samt en radio som klarade både sändning och mottagning.
- FF 33L var en av huvudvarianterna, som användes som jakt- och spaningsflygplan, cirka 130 FF 33L tillverkades.
- FF 33S försågs med dubbelkommano och användes som skolflygplan.
- FF 39 var en vidareutvecklad FF 33E med en 200 hk Benz Bz.IV radmotor. 14 flygplan tillverkades.
- FF 49c baserades på FF 39 med en förstärkt kroppskonstruktion. Drygt 200 flygplan tillverkades.